# Jeroen Koster
Jeroen Koster (Haarlem, 15 december 1972) is een Nederlands sportjournalist. Koster is sinds 1 januari 2001 werkzaam voor NOS Studio Sport. Naast commentator van diverse wielersporten is hij vooral eindredacteur en programmamaker.

## Biografie
Koster studeerde journalistiek in Utrecht en belandde via stages bij StadsTV Rotterdam  en het Leidsch Dagblad in 1994 bij RTL Sport. Bij RTL Sport was Koster redacteur en verslaggever. Zijn vaste sporten zijn schaatsen en wielrennen, maar hij is in principe algemeen sportverslaggever. Hij werkte onder andere voor RTL Tournieuws met presentator Rick Nieman en voor het voetbalprogramma De Ballen van Frits Barend en Henk van Dorp. Koster deed hierbij ook verslag van de Olympische Spelen in Sydney.
Begin 2001 stapte hij over naar NOS Studio Sport. Hij werd verslaggever met opnieuw focus op wielrennen en schaatsen. Koster maakte reportages tijdens de Olympische Spelen in Salt Lake City, Athene en Turijn. In 2005 was hij voor de tiende keer in de Tour de France. In 2005 volgde Koster Jean Nelissen op als vaste commentator bij het veldrijden. Een jaar later werd hij ook de vaste commentator voor het baanwielrennen. Hij volgde de successen van Theo Bos op de voet. Daarnaast doet hij incidenteel commentaar bij wielerwedstrijden op de weg. Ook verving Koster Herbert Dijkstra toen verslaggever achterop op de motor als Dijkstra dit vanwege een aantal ongelukken niet meer wilde doen. Deze rol is inmiddels overgenomen door Joris van den Berg. In 2008, 2012 en 2016 gaf hij commentaar tijdens de Olympische Zomerspelen in Peking, Londen en Rio de Janeiro bij baanwielrennen, Mountainbiken en BMX.
Behalve commentator is Koster ook eindredacteur. Koster werkt mee aan voetbaluitzendingen (Eredivisie en Champions League) en was onder andere bij het EK voetbal 2008 in Zwitserland, het WK voetbal 2010 in Zuid-Afrika en het EK voetbal 2012 in Polen en Oekraïne. Ook bij het WK voetbal 2014 in Brazilië maakte hij uitzendingen rond het Nederlands Elftal. In 2014 werkte hij in Sotsji tijdens de Olympische Winterspelen als eindredacteur mee aan het programma NOS Studio Sportwinter. In 2015 maakte Koster NOS Studio Tour en een jaar later de Avondetappe. Ook in 2021 en 2024 was hij bij de Olympische Spelen in Tokio en Parijs verantwoordelijk voor het commentaar bij onder meer Mountainbike, BMX en baanwielrennen. 